# Канцырева, Клавдия Ивановна
Кла́́вдия Ива́́новна Ка́́нцырева (1847 — ?) — русская балерина, артистка Петербургского императорского театра.

## Биография
Клавдия Канцырева родилась в семье крепостных в Санкт-Петербурге 25 февраля (9 марта) 1847 года. В 1855 году получила вольную и вскоре была принята в Санкт-Петербургское театральное училище.
Выходить на сцену в небольших балетных партиях начала ещё будучи учащейся, и в 1861 году её работу в балетном фрагменте оперы «Руслан и Людмила» пресса впервые отметила начинающую танцовщицу, ещё воспитанницу училища.
В 1866 году она завершила обучение и была принята в Петербургскую балетную труппу Императорских театров на амплуа деми-характерной танцовщицы. Дебютировала в роли Лизы в «Тщетной предосторожности», где её партнёром стал П. А. Гердт.
Уже на следующий год после её поступления на балетную сцену хореограф Артур Сен-Леон поручает ей роль Золотой рыбки в своем новом балете «Золотая рыбка» на музыку Пуни. Балерина Екатерина Оттовна Вазем в своей мемуарной книге «Записки балерины Санкт-Петербургского Большого театра. 1867—1884» вспоминала об этой постановке: балет ставился специально для итальянской гастролерши Г. Сальвиони в главной партии Гали, но современной критикой отмечена была другая танцовщица — Клавдия Канцырева в партии Золотой рыбки. Однако сам спектакль критика посчитала провальным, что поддерживает и Екатерина Вазем в своей книге: «… публика его как будто не очень любила, и в дни его представлений зал пустовал». И балет скоро был снят с репертуара.
После 1870 года балерина часто болела, что приводило к срывам или заменам спектаклей — а этого дирекция императорских театров крайне не одобряла. В результате Клавдия Канцырева была переведена из солисток в кордебалет, а в 1880 году уволена по болезни на пенсию. О дальнейшей её судьбе ничего не известно.

## Партии, в которых танцевала К. Канцырева
- Лиза («Тщетная предосторожность»)
- Золотая рыбка («Золотая рыбка», партия создана специально для К.Канцыревой, 1867, композитор Л.Минкус, балетмейстер А.Сен-Леон),
- Лизетта («Парижский рынок», 1867),
- Тереза («Сирота Теолинда, или Дух долины», музыка Пуни, балетмейстер А.Сен-Леон),
- Джанина («Наяда и рыбак» Ж.Перро);
- Клития («Царь Кандавл», партия создана специально для К.Канцыревой, 1868, балетмейстер М. И. Петипа),
- хореографическая идиллия («Пастух и пчёлы», партия создана специально для К.Канцыревой, балетмейстер А.Сен-Леон),
- крестьянка Фан-Сун («Лилия», партия создана специально для К.Канцыревой, 1869, композитор Л.Минкус, балетмейстер А.Сен-Леон).

Балетная энциклопедия отмечает: «Танцам К. была присуща изящная игривость, задор и юмор».